# Armando Del Debbio
Armando Del Debbio (Santos, 2 novembre 1904 – San Paolo, 8 maggio 1984) è stato un calciatore e allenatore di calcio brasiliano, di ruolo difensore.

## Statistiche

### Presenze e reti nei club
| Stagione  | Club        | Campionato | Campionato | Campionato |
| Stagione  | Club        | Comp       | Pres       | Reti       |
| --------- | ----------- | ---------- | ---------- | ---------- |
| 1919-1921 | São Bento   | ?          | ?          | ?          |
| 1921-1931 | Corinthians | ?          | 219        | 2          |
| 1931-1932 | Lazio       | A          | 31         | 2          |
| 1932-1933 | Lazio       | A          | 29         | 0          |
| 1933-1934 | Lazio       | A          | 16         | 0          |
| 1934-1935 | Lazio       | A          | 12         | 0          |
| 1935-1939 | Corinthians | ?          | 10         | 0          |

## Palmarès

### Calciatore

#### Club
- Campionato paulista: 8

Corinthians: 1922, 1923, 1924, 1928, 1929, 1930, 1937, 1938